# Stedesdorf
Stedesdorf is een kleine gemeente in de Duitse deelstaat Nedersaksen. Samen met zes andere gemeenten in de omgeving vormt Stedesdorf de Samtgemeinde Esens in het Landkreis Wittmund.
Stedesdorf telt 1.648 inwoners.
Naast het dorp Stedesdorf bestaat de gemeente nog uit de dorpjes en gehuchten:
- Mamburg ten westen van het hoofddorp
- Osteraccum en Thunum in noordelijke richting.

De spoorlijn van Esens naar Jever loopt door het dorp, dat echter geen station heeft. Het dorp ligt aan een provinciale weg van Esens (afstand 4 km WNW) naar Wittmund (9 km OZO).

## Geschiedenis
Stedesdorf is ontstaan als geestnederzetting. Het moet een van de oudste nederzettingen in het Harlingerland zijn. Stedesdorf wordt voor het eerst genoemd in een oorkonde uit 1137, hoewel het mogelijk is dat daar gedoeld wordt op het dorp Steddorp in de Landkreis Rotenburg. Het dorp is in de late middeleeuwen belangrijker geweest dan na circa 1500. In 1414 was het zetel van een zekere Wibet, die een vazal was van de Tom Broks, maar uiteindelijk zelf een machtig hoofdeling werd.

## Bezienswaardigheden

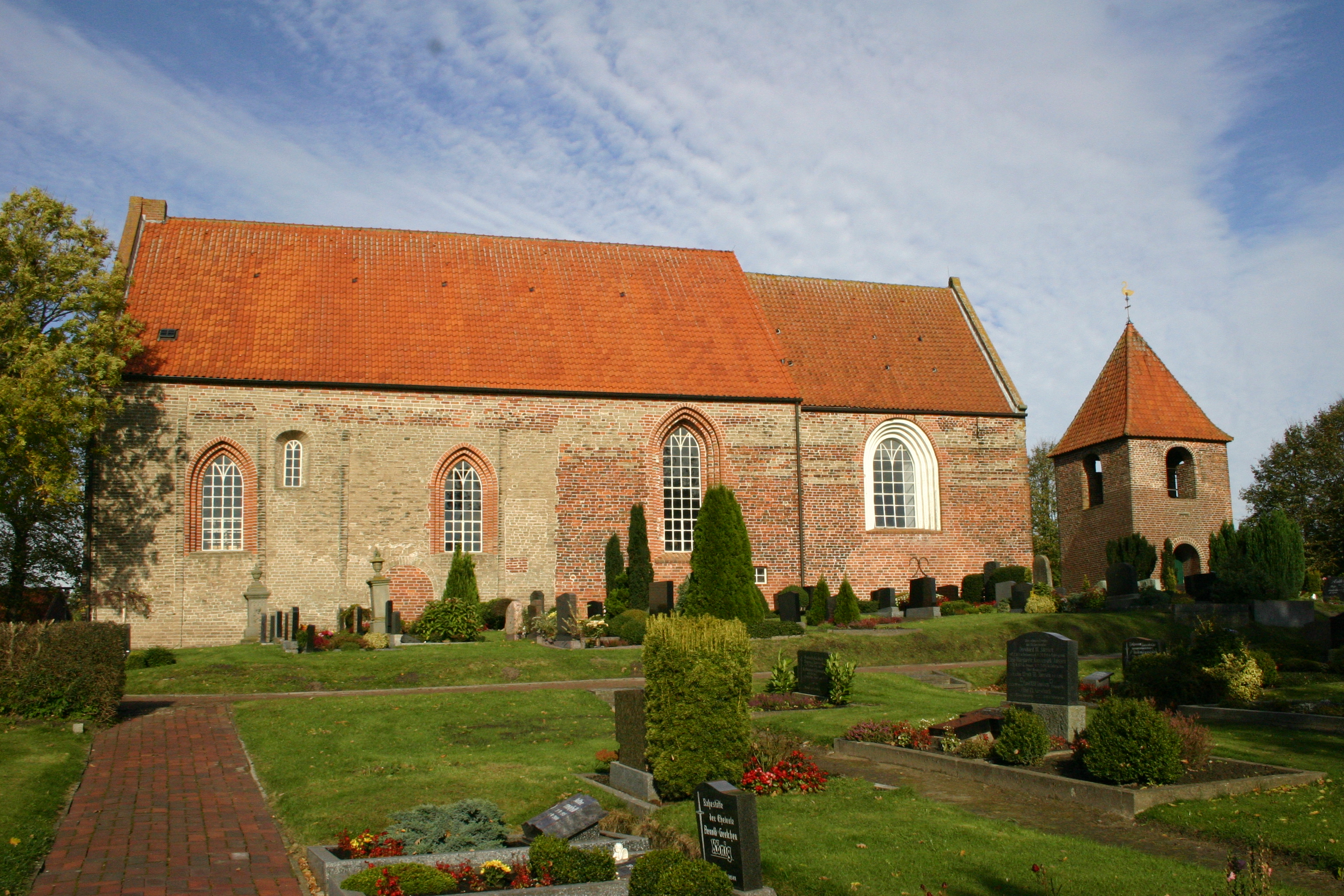
St. Aegidiuskerk van Stedesdorf
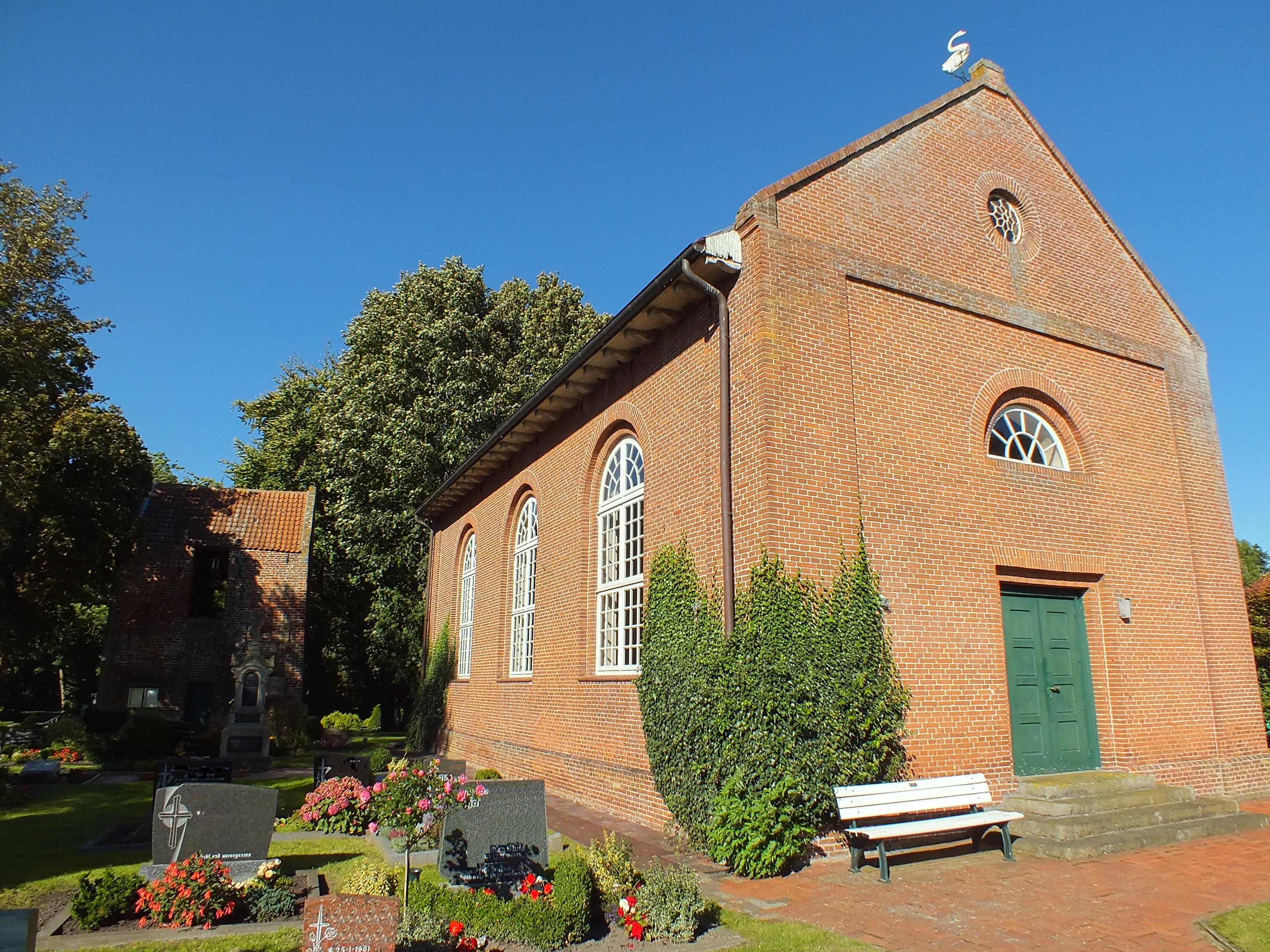
Mariakerk, Thunum met vrijstaande klokkentoren

Stedesdorf heeft een zeer oude kerk uit de twaalfde eeuw. De kerk geldt als de oudste bewaard gebleven kerk in Oost-Friesland.
De tufstenen zaalkerk staat op een warft en heeft een losstaande klokkentoren. In de Middeleeuwen heeft de kerk gediend als Seendkerk voor de omgeving. Zeer waarschijnlijk heeft de kerk een houten voorganger gehad.
Ook de Sint-Mariakerk (Thunum) is vermeldenswaardig.

## Politiek
De gemeente wordt bestuurd door de gemeenteraad, bestaande uit 11 gekozen raadsleden. Als onderdeel van een samtgemeinde heeft Stedesdorf geen gekozen burgemeester, uit de raad wordt een lid (zie kader) tot burgemeester gekozen.

### Samenstelling van de raad
De raad werd voor het laatst gekozen in 2021. Zij bestaat geheel uit leden van de lokale partij Gemeinsam für Stedesdorf.
- Gemeinsame Normdatei: 4105608-5
- Virtual International Authority File: 234176378